# LEGO Star Wars: Le cronache di Yoda
LEGO Star Wars: Le cronache di Yoda (Lego Star Wars: The Yoda Chronicles) è una serie televisiva d'animazione basata sulla linea tematica di giocattoli LEGO Star Wars. La serie è stata prodotta dalla LEGO attraverso lo studio d'animazione danese Wil Film, e trasmessa per la prima stagione di tre episodi su Cartoon Network. La seconda stagione di cinque episodi, a causa del passaggio dei diritti alla Disney, è stata reintitolata LEGO Star Wars: Le nuove cronache di Yoda (Star Wars: The New Yoda Chronicles).

## Trama
In queste nuove avventure, Yoda, un maestro Jedi che ha visto tutto, fatto tutto e addestrato generazioni di Cavalieri Jedi, intraprende una battaglia a tutto campo per impedire a Darth Sidious e ai suoi servitori di creare una nuova arma devastante in grado di rovesciare la Repubblica.

## Episodi
| Stagione         | Titolo                    | Episodi | Pubblicazione |
| ---------------- | ------------------------- | ------- | ------------- |
| Prima stagione   | Le cronache di Yoda       | 3       | 2013          |
| Seconda stagione | Le nuove cronache di Yoda | 4       | 2014          |

La serie è diretta da Michael Hegner e scritta da Michael Price.

### Prima stagione:Le cronache di Yoda
| nº | Titolo originale   | Titolo italiano      | Pubblicazione USA |
| --- | ------------------ | -------------------- | ----------------- |
| 1 | The Phantom Clone  | Il clone fantasma    | 29 maggio 2013    |
| Il Generale Grievous ruba le spade laser di un gruppo di Padawan alla Jedi Training Academy, e lui e il Conte Dooku progettano di usare i cristalli delle spade laser per creare un esercito di cloni Sith superpotenti su Kamino. Yoda e Mace Windu intraprendono una missione per fermarli. Nel frattempo, i Padawan provano a recuperare le loro spade laser, con la grande preoccupazione di C-3PO.                                                                         |                    |                      |                   |
| 2 | Menace of the Sith | La minaccia dei Sith | 4 settembre 2013  |
| L'unico clone Sith sopravvissuto, Jek-14, decide di non combattere per il Lato Oscuro della Forza e vuole essere lasciato solo per costruire in pace, ma sia i Jedi che i Sith lo vogliono dalla loro parte, con quest'ultimo che pianifica di usarlo per clonare un esercito malvagio. Nel frattempo, C-3PO smette di essere l'insegnante supplente dei Padawan e il Consiglio dei Jedi assume Anakin Skywalker come suo sostituto.                                            |                    |                      |                   |
| 3 | Attack of the Jedi | L'attacco dei Jedi   | 27 novembre 2013  |
| Dopo che il piano dei Sith di creare cloni Sith è fallito, iniziano a insegnare a un gruppo di "Badawan" sul pianeta Mustafar. Quando i Jedi ottengono una mancia di questo, si dirigono lì per fermarli, ma quando raggiungono delle complicazioni, devono persuadere Jek-14 ad aiutarli, nonostante lui non voglia combattere per entrambi i lati della Forza. Nel frattempo, Darth Sidious cerca di incontrare i malvagi Padawan, ma ha difficoltà ad allontanarsi da C-3PO. |                    |                      |                   |

### Seconda stagione:Le nuove cronache di Yoda
| nº | Titolo originale            | Titolo italiano             | Pubblicazione USA |
| --- | --------------------------- | --------------------------- | ----------------- |
| 1 | Escape from the Jedi Temple | Fuga dal tempio Jedi        | 4 novembre 2014   |
| Luke Skywalker prende una decisione immatura che è vicina al disastro, quindi Yoda e Ben Kenobi scelgono di estendere il suo apprendimento. |                             |                             |                   |
| 2 | Race for the Holocrons      | Alla ricerca degli Holocron | 15 giugno 2014    |
| Ben Kenobi dice a Luke di recarsi a casa su Tatooine per trovare gli olocroni nascosti, prima che lo faccia Dart Fener. |                             |                             |                   |
| 3 | Raid on Coruscant           | Missione su Coruscant       | 7 settembre 2014  |
| L'Imperatore utilizza le informazioni sugli olocroni recuperati per lanciare attacchi devastanti su pianeti in sintonia con la Ribellione. Luke sa che esiste una sola soluzione: una audace missione su Coruscant per riportare indietro gli olocroni. |                             |                             |                   |
| 4 | Clash of the Skywalkers     | Scontro tra Skywalker       | 23 novembre 2014  |
| Luke, Leila e i ribelli sono in una base temporanea su Mustafar. Stanno aspettando di evacuare a Hoth, dove Ian è andato a prepararsi per il loro arrivo. Ma Luke dopo aver attivato un olocrone trova l'ispirazione (una mossa audace tirata fuori anni prima da suo padre, Anakin), ma vengono individuati. L'Imperatore infuriato manda Dart Fener e tutta la sua flotta a distruggere Luke per vendicarsi per la sua distruzione degli olocroni. Luke, incoraggiato, usa l'audace mossa di Anakin per attirare Fener e la flotta imperiale alle calcagna per dare il tempo ai ribelli di partire. Fugge attraverso un campo di asteroidi e affronta Fener in un combattimento. Fener viene sconfitto, ma riesce a scappare. Versione alternativa: il 15 settembre 2015 con il rilascio del DVD (e successivamente su Disney+) è stata pubblicata una versione alternativa di questo episodio; nel finale ad avere la meglio non è Luke ma Fener. |                             |                             |                   |

## Personaggi e doppiatori
| Personaggio                   | Doppiatore originale             | Doppiatore italiano                                                                |
| ----------------------------- | -------------------------------- | ---------------------------------------------------------------------------------- |
| Yoda                          | Tom Kane                         | Sandro Pellegrini (st. 1) Oliviero Corbetta (st. 2)                                |
| Narratore                     | Tom Kane                         | Mimmo Strati (st.1) Pietro Ubaldi (st. 2)                                          |
| C-3PO                         | Anthony Daniels                  | Mino Caprio (st. 1) Gabriele Calindri (st. 2)                                      |
| Palpatine                     | Trevor Devall                    | Carlo Reali (st. 1) Mario Scarabelli (st. 2)                                       |
| Mace Windu                    | Adrian Holmes                    | Alberto Angrisano (st. 1)                                                          |
| Rako                          | Samuel Vincent                   | N.D.                                                                               |
| Obi-Wan Kenobi giovane        | Sam Vincent                      | Francesco Bulckaen (st. 1) Ruggero Andreozzi (st. 2)                               |
| Obi-Wan Kenobi anziano        | Michael Donovan                  | Marco Pagani                                                                       |
| Bobby                         | Brian Drummond                   | N.D.                                                                               |
| Vaash Ti                      | Kelly Metzger                    | N.D.                                                                               |
| Bene                          | Tabitha St. Germain              | N.D.                                                                               |
| Generale Grievous             | Kirby Morrow                     | Massimo Rossi Achille D'Aniello (ep. 3)                                            |
| Conte Dooku                   | Michael Donovan                  | Rodolfo Bianchi                                                                    |
| Jek-14                        | Brian Dobson                     | Guido Di Naccio (st. 1) Luca Ghignone (st. 2)                                      |
| Anakin Skywalker / Dart Fener | Kirby Morrow (Anakin) Matt Sloan | Marco Vivio (st. 1) Marco Balzarotti (Fener st. 2) Alessandro Capra (Anakin st. 2) |
| Ian Solo                      | Michael Daingerfield             | Gianluca Iacono                                                                    |
| Luke Skywalker                | Eric Bauza                       | Massimo Di Benedetto                                                               |
| Leila Organa                  | Heather Doerksen                 | Francesca Bielli                                                                   |
| Ammiraglio Piett              | Trevor Devall                    | Luca Bottale                                                                       |

## Home media
Il 30 settembre 2013 negli Stati Uniti è stato distribuito un DVD dalla 20th Century Fox Home Entertainment, contenente i primi due episodi della prima stagione.
Un secondo DVD, uscito il 15 settembre 2015 sul suolo americano, include tutti e quattro gli episodi della seconda stagione, oltre ad un finale alternativo bonus per l'episodio Scontro tra Skywalker.

## Opere derivate

### Libro
Un libro di 64 pagine curato dalla Dorling Kindersley, intitolato LEGO Star Wars: The Yoda Chronicles, con Yoda, i suoi poteri e coloro che lo circondano (amici e nemici), è stato pubblicato il 15 luglio 2013 negli Stati Uniti, ed include una figura costruibile di un comandante delle forze speciali.